# جليلة خميس كوكو
جليلة خميس كوكو هي معلمة وناشطة سودانية الأصل. في مارس 2012، ألقى جهاز الأمن والمخابرات الوطني السوداني (NISS) القبض عليها بعد اتهامها بالخيانة. بعد مرور عشرة أشهر، أُطلق سراح جليلة يناير 2013. مُنحت جليلة بديسمبر 2013 جائزة أبطال الحقوق الإنسانية لعام 2013.

## حياتها الشخصية
وُلدت جليلة حوالي عام 1968 بجنوب كوردفان - منطقة جبال النوبة بالسودان - وتمتلك أصل عرقي نوبي. منذ نصف فترة الثمانينات - فيما عدا الفترة بين عامي 2005 و2011 - أجتاح النزاع منطقة جبال النوبة. أقل شهرةً من دارفور، جزئيًا بسبب بعد المنطقة وصعوبة الدخول إليها، يُعد النزاع أطول حروب أفريقيا الجارية.
تسكن جليلة وزوجها وأطفالها الخمس بالخرطوم حيث عملت معلمة بمدرسة لسنوات عديدة. هي أيضًا عضوة للحركة المعارضة، الحركة الشعبية لتحرير السودان-الشمال. وتُعد ناشطة بالمؤسسات غير الحكومية التي تدافع عن حقوق المرأة بالسودان.

## نشاطها
عندما تمت اتفاقية السلام الشامل عام 2005 للقضاء علي النزاع الذي استمر لمدة 25 عامًا بموطنها. عادت جليلة لتزور قريتها الأصلية، كاتشا، في مدينة برام. ولكنه أثار قلقها أن الأطفال المحليين يقطعون مسافات طويلة ليصلوا للمدرسة ولذلك حصلت جليلة علي المستندات اللازمة لفتح مدرسة بالقرية. بعد ذلك، نظمت جليلة التبرعات لعملية البناء وشراء لوازم المدرسة، وقد نجحت في تعيين معلمين من الخرطوم بالمدرسة.
عام 2011، عاد النزاع من جديد بجبال النوبة وجمعيات المرأة والمدنيين أصبحوا مستهدفين للنزاع. عشرات الآلاف من اللاجئين أخلوا المنطقة للخرطوم وجنوب السودان. وحولت جليلة حينها منزلها لملجأ مؤقت لاستقبال هؤلاء الهاربين من النزاع. وقد طالبت بالأهتمام بتلك الكارثة الإنسانية والتي تسبب فيها ما أطلقت عليه جليلة ' الاستراتيجية العسكرية للإبادة العرقية لسكان النوبة.'
في محاولة لتحقيق السلام وإنهاء النزاع، قامت جليلة بتحميل فيديو علي موقع يوتيوبانتقدت فيه معاملة الرئيس السوداني (عمر البشير) لسكان النوبة، مما أدي إلي القبض عليها. اُتهمت جليلة بالخيانة وحُرمت من الوصول إلي محاميها. ولكن مؤسسات المرأة نجحت في الوصول إلي الإعلام الدولي عن طريق حملة اطلقتها من خلال مدونة، وجهود علي وسائل التواصل الاجتماعي، ووقفة احتجاجية صامتة نُظمت علي يد حركة المقاومة ضد العنف تُسمي (جيريفنا - GIRIFNA). أُقيمت احتجاجية جيريفنا المطالبة بالعدالة قد أمام السجن الفيدرالي للنساء، المكان التي سُجنت به جليلة. يناير 2013 أُطلق سراح جليلة بحجة عدم وجود أدلة للتهم الموجهة لها.

## الذكرى
حكاية جليلة آثارت التقارير التي توجه تركيزها علي قضايا العنف ضد النساء والقناة الإعلامية المصرية (OnTV) قامت بتحقيق كامل علي الأزمة الإنسانية السودانية. النشطاء وقادة الحركات الشبابية لاحظوا التأثير الهائل للحملات الرقمية والإلكترونية رغم تحذير المحاميين من أن اهتمام الإعلام قد يدمر القضية ويزيدها سوءًا.

## الوصلات الخارجية
- "أ سرة جليلة خميس تروي قصتها نسخة محفوظة 13 يونيو 2023 على موقع واي باك مشين."
- السودان .. قمع الحريات والتعذيب داخل السجون